# زردک (روستا)
روستای زردک مربوط به دوران‌های تاریخی پس از اسلام است و در ۱۰ کیلومتری شمال اردکان، روستای زردک واقع شده و این اثر در تاریخ ۲ بهمن ۱۳۸۲ با شمارهٔ ثبت ۱۰۸۵۱ به‌عنوان یکی از آثار ملی ایران به ثبت رسیده است.